# Kleptocniden
Es gibt Tierarten, zu deren Beute Nesseltiere (Cnidaria) gehören. Einige davon können die von diesen in deren Nesselzellen (Nematocyten) gebildeten Nesselkapseln übernehmen. Nicht selbst gebildete, sondern derart übernommene Nesselkapseln werden als Kleptocniden (‚gestohlene Nesselkapseln‘) bezeichnet. Die übernommenen Kapseln bieten Schutz gegen Fressfeinde. Diese Arten selbst haben meistens Schutzmechanismen gegen Angriffe mit Nesselzellen entwickelt, beispielsweise eine Schleimhaut mit saurem pH-Wert. Die Nematocyten werden bei der Nahrungsaufnahme mitgefressen, die darin enthaltenen Nesselkapseln aber nicht verdaut, sondern an der Körperoberfläche eingelagert, innerhalb von spezialisierten Körperzellen, gesammelt in besonderen Organen oder einfach in der Epidermis.
Der Begriff setzt sich aus "klepto" für "stehlen" und "Cniden" für "Nesselzellen" zusammen.
Diese Einlagerung führte lange Zeit zu der falschen Vermutung, dass Rippenquallen aufgrund ihrer Nesselzellen eng mit den eigentlichen Urhebern dieser Zellen, den Nesseltieren, verwandt sind.

## Einige Organismen, die Kleptocniden aufweisen
- die Rippenqualle Haeckelia rubra
- Plattwürmer der Ordnung Macrostomida, zum Beispiel
  - Macrostomum lineare
- Fadenschnecken (Aeolidida oder auch Aeolidacea), zum Beispiel
  - Breitwarzige Fadenschnecke (Aeolidia papillosa)
  - Violette Fadenschnecke (Flabellina affinis)
  - Blaue Ozeanschnecke (Glaucus atlanticus)
  - Spurilla neapolitana: Diese Art nimmt unreife Nesselzellen auf, die anschließend in speziellen Organen nachreifen, wobei sie von der Schnecke miternährt werden.